# Burjassot Club de Futbol
El Burjassot Club de Futbol es un club de fútbol español de la ciudad de Burjasot en la provincia de Valencia (Comunidad Valenciana). Fue fundado en 1913 bajo el nombre de Club Verano Burjassot y juega en la Lliga Segona FFCV.

## Historia
El club fue fundado en 1913 por un grupo de amigos de la localidad de Burjasot encabezado por los hermanos Bonora (que serían fundadores del Valencia CF posteriormente) y los hermanos José y Manuel Moscardó. Posteriormente en 1914 el equipo se fusionó con el club "Los ingenuos" pasando a llamarse Club Burjassot. Durante la II República, el club pasó a llamarse CD Republicano.
La mayor parte de la historia del Burjassot CF ha transcurrido en las categorías aficionadas o regionales, sin embargo debido a lo temprano de su fundación pudo competir de tú a tú con los equipos de localidades más pobladas que aún seguían siendo aficionados. Debido a ello fue Campeón Regional Valenciano del grupo B durante las temporadas 1922-1923, 1923-1924 y 1924-1925, mientras que fue semifinalista español amateur en las temporadas 1929-1930, 1931-1932 y 1935-1936.
Sin lugar a dudas su temporada más exitosa es la 1939-1940 en la que queda tercer clasificado en el cuarto grupo de la segunda división. Además disputó ante el Stadium de Avilés la final de la Copa de España amateur el 29 de junio de 1940 en Zaragoza con resultado de empate a dos goles. El partido fue muy intenso con una duración de casi tres horas y se saldó con un balance de seis expulsados para el equipo de los Silos. Ante la gran cantidad de bajas que presentaba el cuadro de la Huerta Norte para el partido de desempate la Federación española de fútbol decidió que lo disputara el semifinalista, Sevilla FC, que finalmente fue derrotado por el equipo asturiano.
Formaban parte de este equipo grandes jugadores como Vicente Sierra Sanz (que militó en el Valencia CF, FC Barcelona y Hércules CF), Manuel Alepuz (jugó entre otros en el Valencia CF, CD Castellón y Deportivo de la Coruña) aunque sin lugar a dudas la gran estrella fue Vicente Asensi miembro de la mítica Delantera eléctrica que marcó una época en el Valencia CF.
Después de aquellos gloriosos tiempos el Burjassot CF ha militado la mayor parte de su historia en categorías regionales, si bien en la primera década del 2000 militó en Tercera División habiendo disputado la fase de ascenso a Segunda división B la temporada 2001-2002 y habiéndose quedado a las puertas la 2005-2006 y 2006-2007. En marzo de 2014 muchos jugadores se ven en una situación económica incómoda y deciden abandonar el club en medio de la temporada, al igual que el míster. Entonces el Burjassot CF comienza a buscar míster y nuevas incorporaciones, ficha a Fernando Gómez San Román como entrenador, exjugador de equipos como Almería y Peñarol,y que intentará seguir el buen hacer que lleva el club esta temporada. En la temporada 2014/2015, el presidente: Juanjo Huesca, nombra como "Director deportivo", a: Edu Serna. Una persona nacida en el pueblo y de la casa, ya que jugó en todas las categorías inferiores del decano, incluido el primer equipo cuando se encontraba en Tercera División. És quien se encarga de contratar los servicios, como entrenador del 1.er Equipo, a: Fernando Garcia Garcia, otra persona con gran pasado en la institución y autóctono de Burjasot (actualmente baja como entrenador), buscando con ello, recuperar las raíces del club para llevarlo al lugar prestigioso que históricamente se merece. Actualmente, Edu Serna consigue contratar con los servicios de Luis Navarro como entrenador. És quien se encarga de coger las riendas de la mala dinámica en la que había entrado el Burjassot CF, un duro trabajo que jornada a jornada está dando sus frutos ya que han conseguido despegar del último lugar en la clasificación, consiguiendo 9 puntos de los tres partidos disputados.

### Club decano
Existe una cierta polémica respecto a este asunto ya que tanto el FC Levante como el Gimnástico CF se fundaron en 1909 al mismo tiempo que la Federación Valenciana de Fútbol. Sin embargo, ambos equipos se fusionaron en 1939, por lo que algunas fuentes indican que la verdadera fecha de fundación es esta última. El 24 de julio de 2009, el Burjassot CF interpuso una denuncia contra el Levante UD y sus actos del centenario por entender ser el club más antiguo de la Comunidad Valenciana, ya que alega haber existido sin interrupción desde 1913 en contraposición al Levante UD, que alegan haber sido creado en 1939 tras la fusión del FC Levante y del Gimnástico CF. Otras fuentes aseguran que el FC Levante fue dado de alta en 1909 al mismo tiempo que se creó la Federación Valenciana de Fútbol y que la fusión de 1939 no debe considerarse una fundación, sino una reconversión. Por otro lado, se pueden encontrar informaciones de partidos del FC Levante y del Gimnástico CF de 1907 en la prensa valenciana
Por otro lado, existe un documento de la Federación Valenciana de Fútbol datado en 13 de febrero de 1980 que certifica que el FC Levante "fue dado de alta en septiembre de mil novecientos nueve" (sic) y que, "posteriormente y con ocasión de la fusión entre el Gimnástico CF y el FC Levante, en el mes de agosto de mil novecientos treinta y nueve, se denominó Levante Unión Deportiva, rigiéndose por los Estatutos de la Real Federación Española de Fútbol."
- Documento de la Federación Valenciana de Fútbol que certifica que el Levante fue fundado en 1909.

## Uniforme
- Uniforme titular: Camiseta a franjas amarillas y moradas, pantalón blanco, medias blancas.

El equipaje del club no estuvo definido hasta 1916 ya que fue cuando se encargaron a una fábrica de Sabadell siendo la camiseta a franjas amarillas y moradas debido a la bufanda de un jugador con estos colores, que durante un entrenamiento utilizaron como poste  de la portería. El pantalón de la primera equipación fue blanco como en la actualidad si bien las medias eran negras.

## Estadio
El Burjassot CF disputa sus partidos en el municipal de los Silos con capacidad para 1.000 espectadores sentados y otros 1.000 de pie. El campo fue inaugurado el 29 de enero de 1967 en un partido donde el Atlético de Madrid se impuso por once goles a dos al equipo local.

## Jugadores Importantes
- Roger (2011/2012)
- Amarilla (2006/2007)
- Míchel (2006/2007)
- David Rangel (2000/2001)
- Vicente Asensi (1939/1940)
- Vicente Romero (2009/2011)

## Entrenadores

### Cronología de los entrenadores
- Miguel Cavero Lavernia (2004/05)
- Rubén Darío Ciraolo (2005)
- Óscar Rubén Fernández Romero (2005/06)
- Roberto Granero Granero (2006/07)
- José Gimeno (2007)
- Vicente Belenguer (2008)
- Vicente Belenguer (2009)
- Vicente Belenguer (2010-2013)
- Fernando Garcia Garcia (2014/2015)
- Luis Navarro (2014/2015)
- Rafa Puchol (2015/Actualidad)